# Limacodidae
Limacodidés
Famille
Les Limacodidae ou en français Limacodidés sont une famille d'insectes de l'ordre des lépidoptères (papillons).
Cette famille est constituée de près de 1 000 espèces, présentes  sur toute la planète mais surtout sous les tropiques. Les papillons sont de taille petite à moyenne.
Les chenilles aplaties, de forme ovale, aux pattes courtes, évoquent l'aspect de limaces, d'où le nom Limacodidae donné à la famille. Elles ont souvent des poils urticants provoquant des brûlures douloureuses. Certaines chenilles comme Parasa lepida attaquent les cultures, en particulier les palmiers à huile et les cocotiers.

## Liste des genres rencontrés en Europe
- Apoda Haworth, 1809
- Heterogenea Knoch, 1783
- Hoyosia Agenjo, 1972
- Parasa  Moore, 1859

## Galerie de photographies

Quelques chenilles et papillons Limacodidés
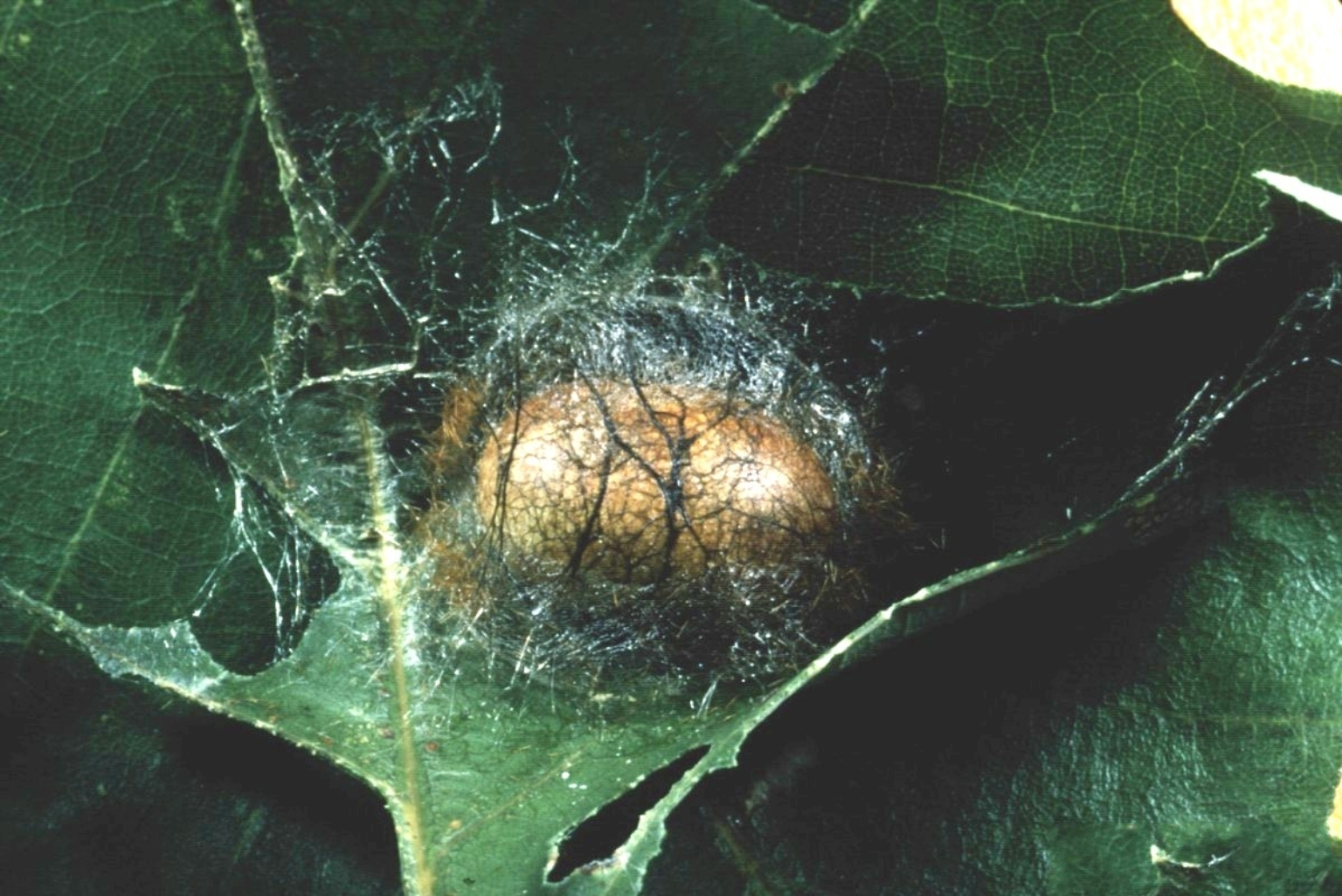
Cocon d'Acharia stimulea
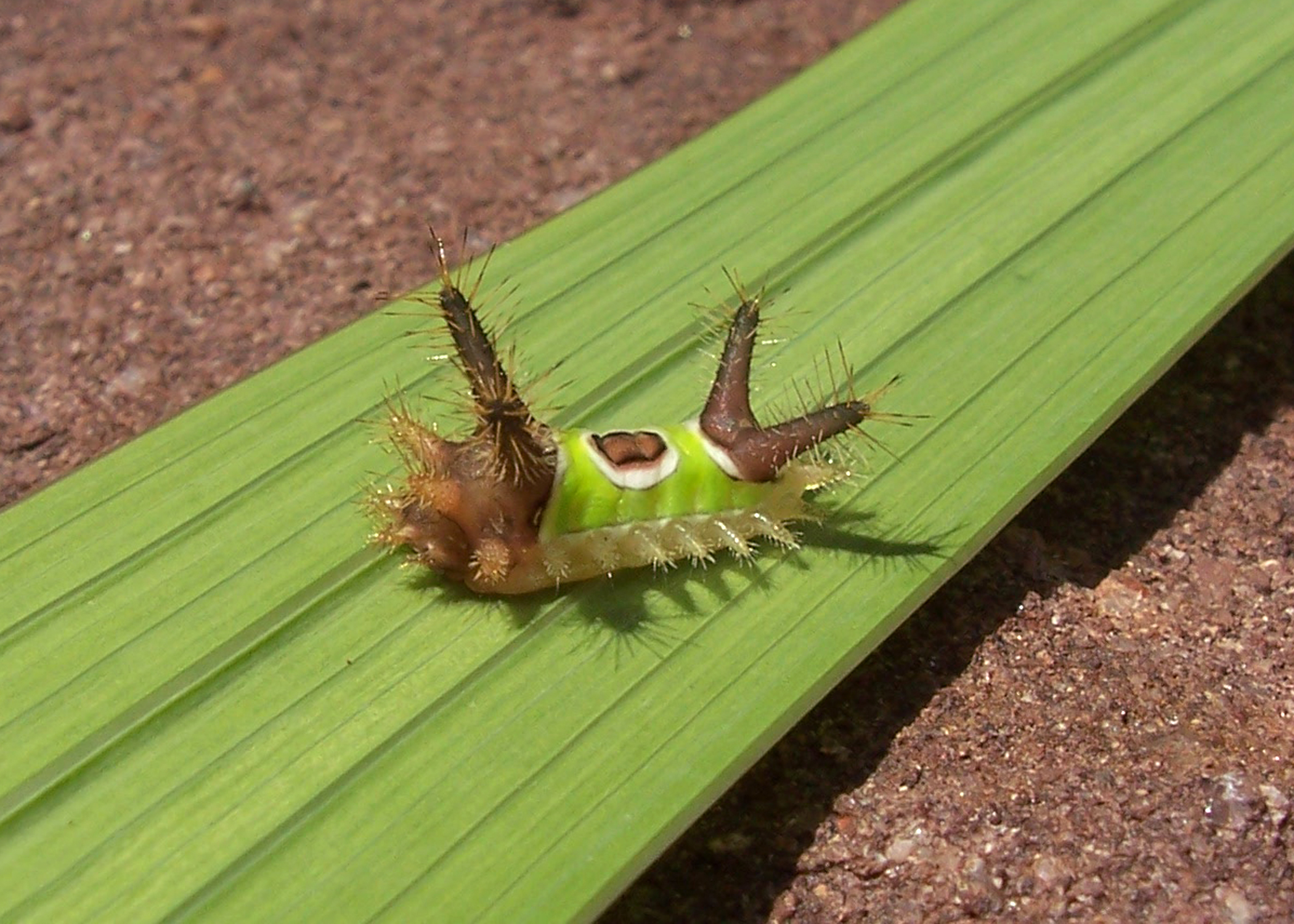
Acharia stimulea
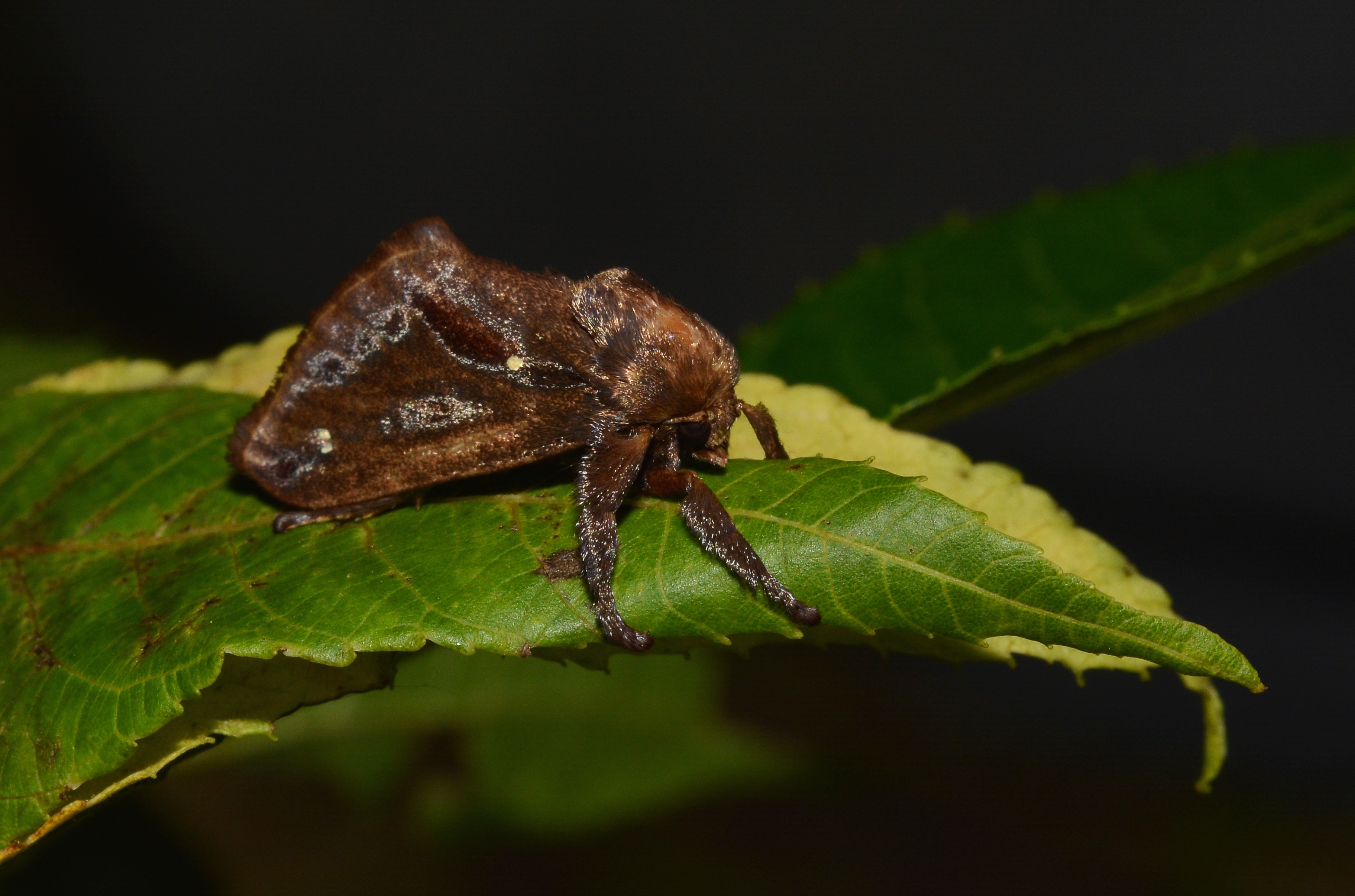
Acharia stimulea
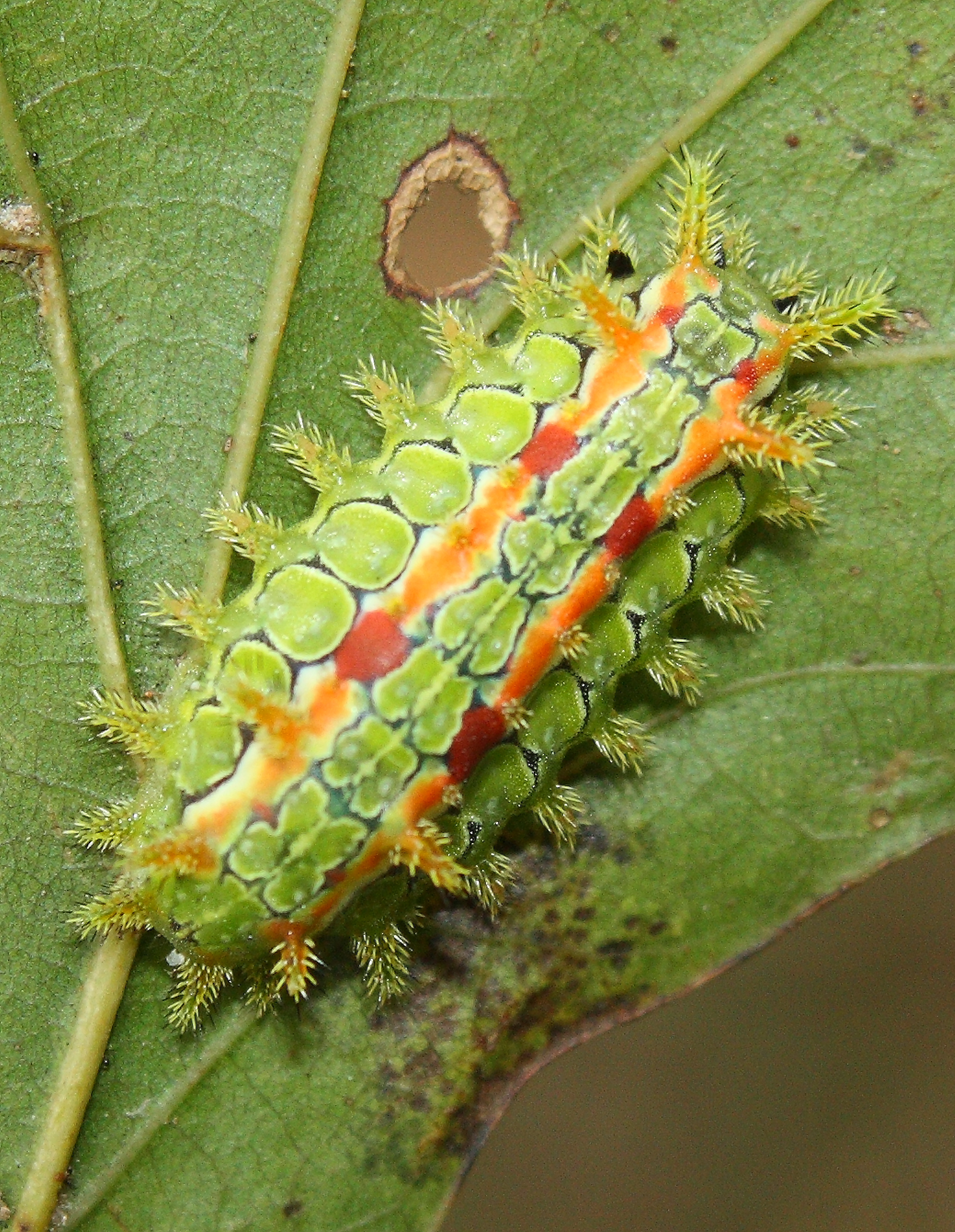
Euclea delphini sur une feuille d'orme de Samarie
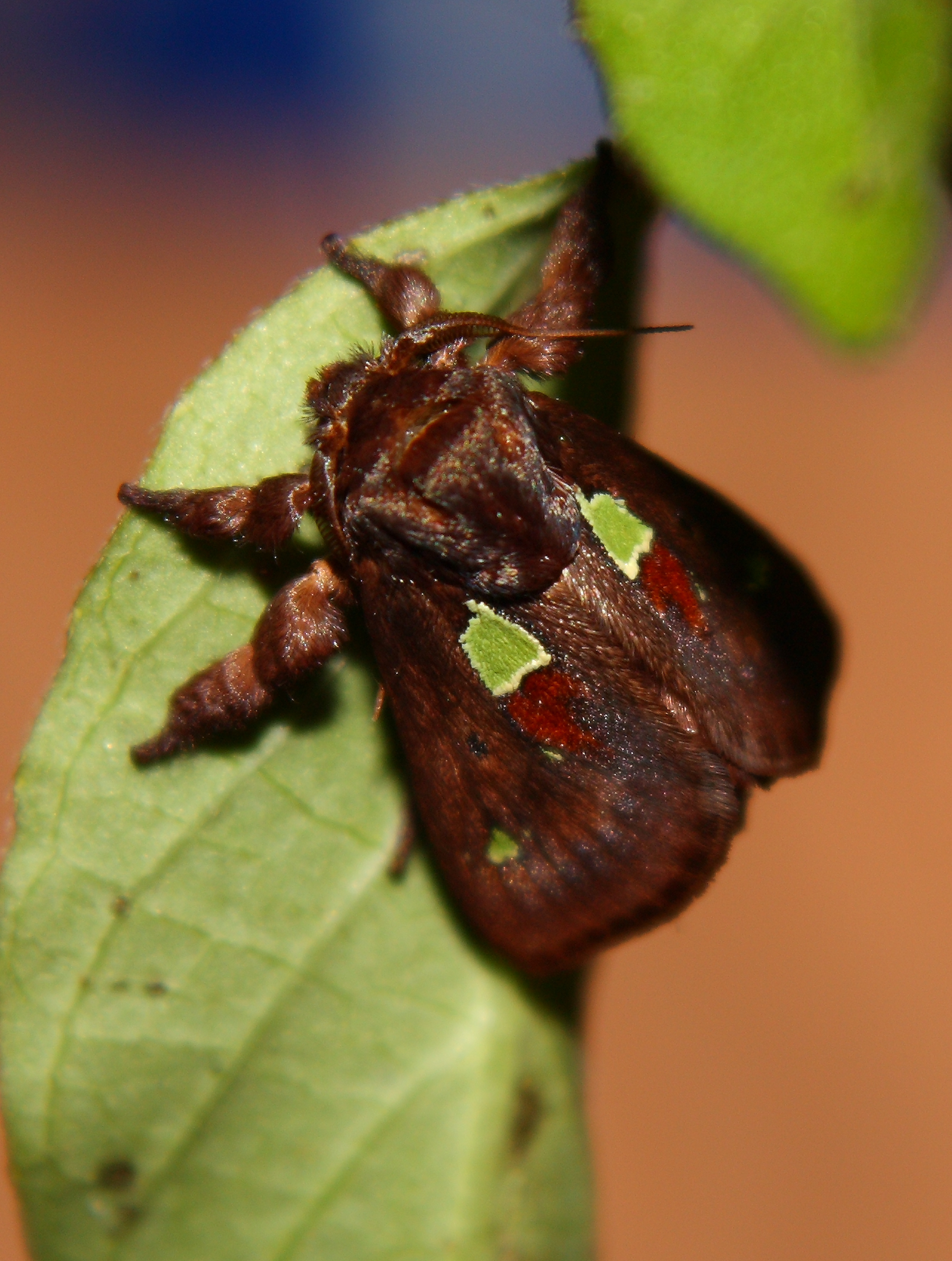
Euclea delphini
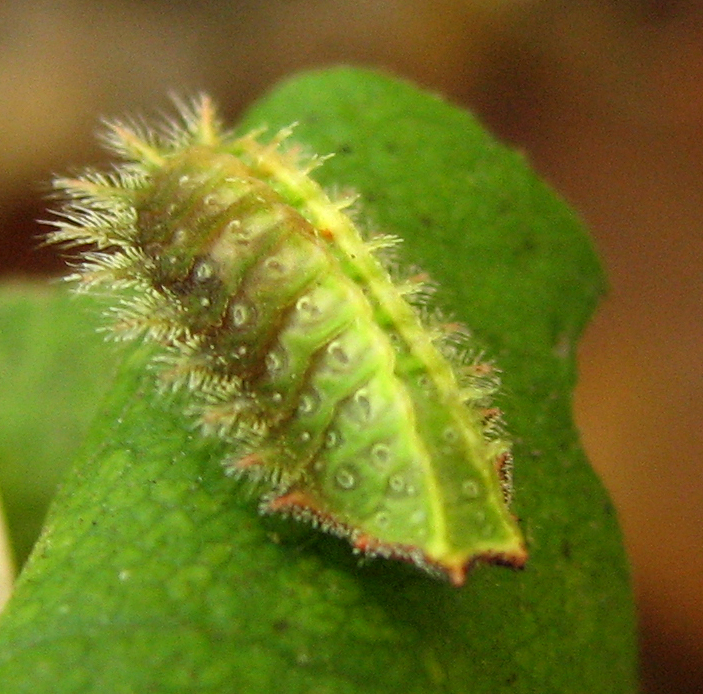
Isa textula
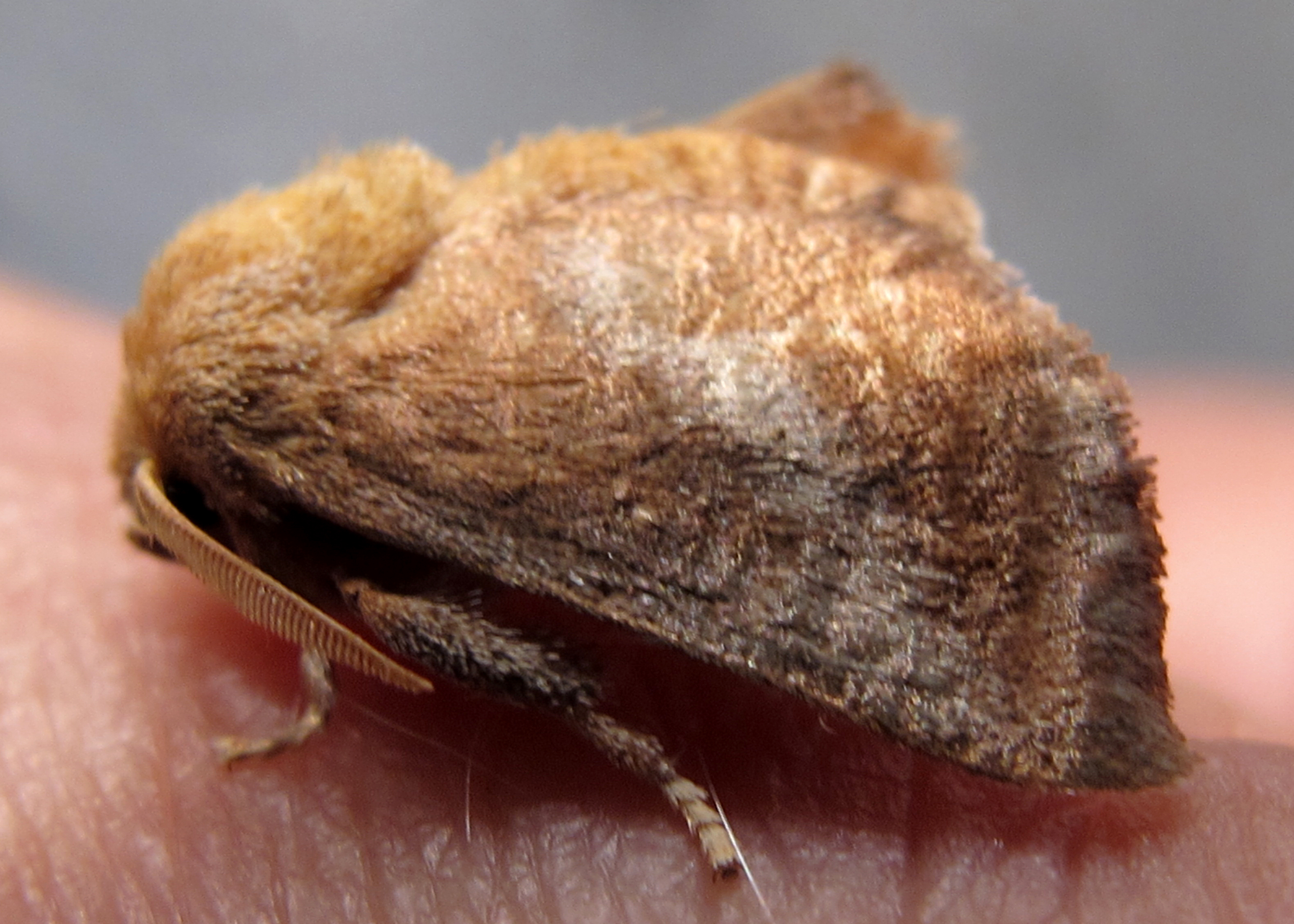
Isa textula
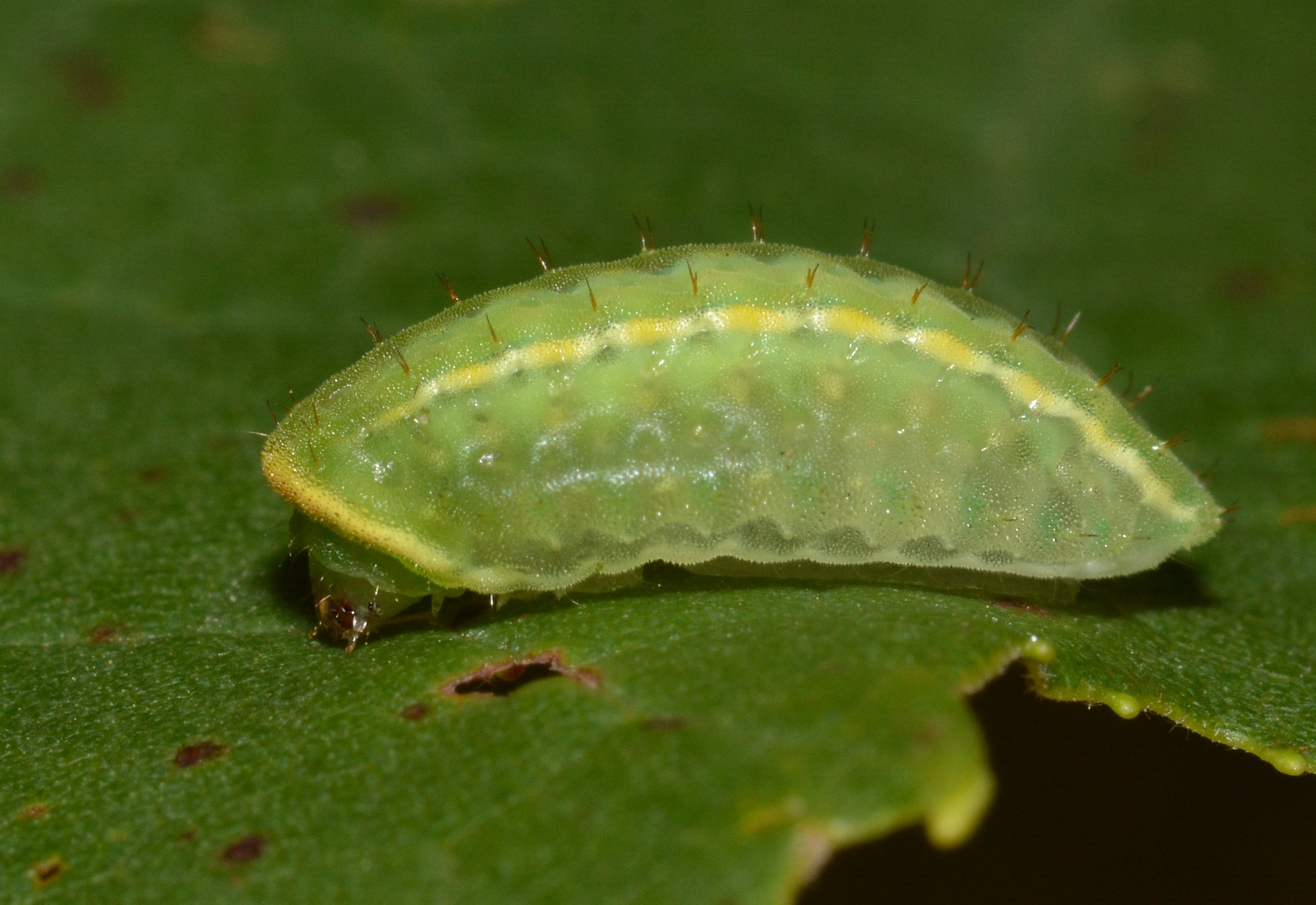
Lithacodes fasciola
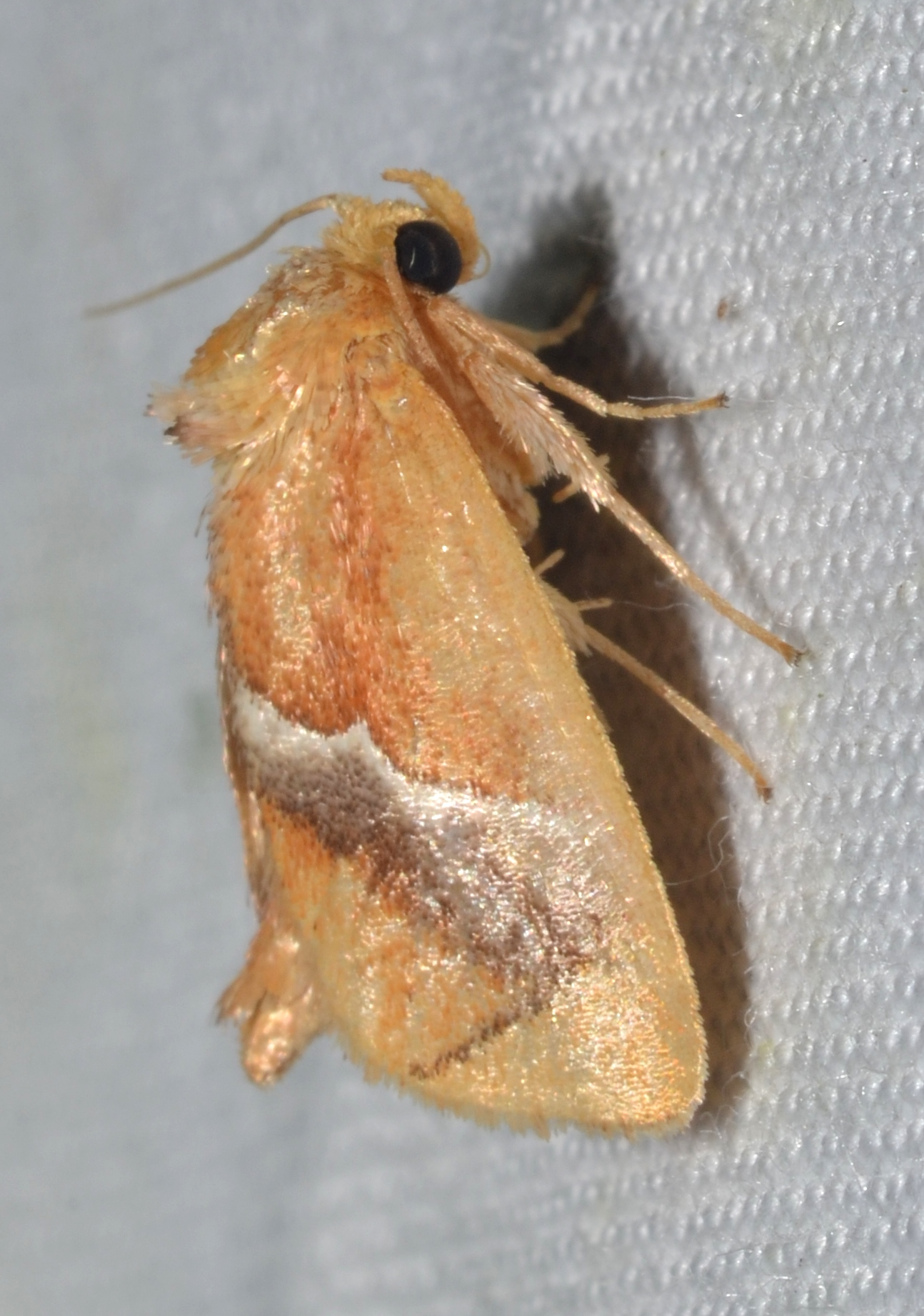
Lithacodes fasciola
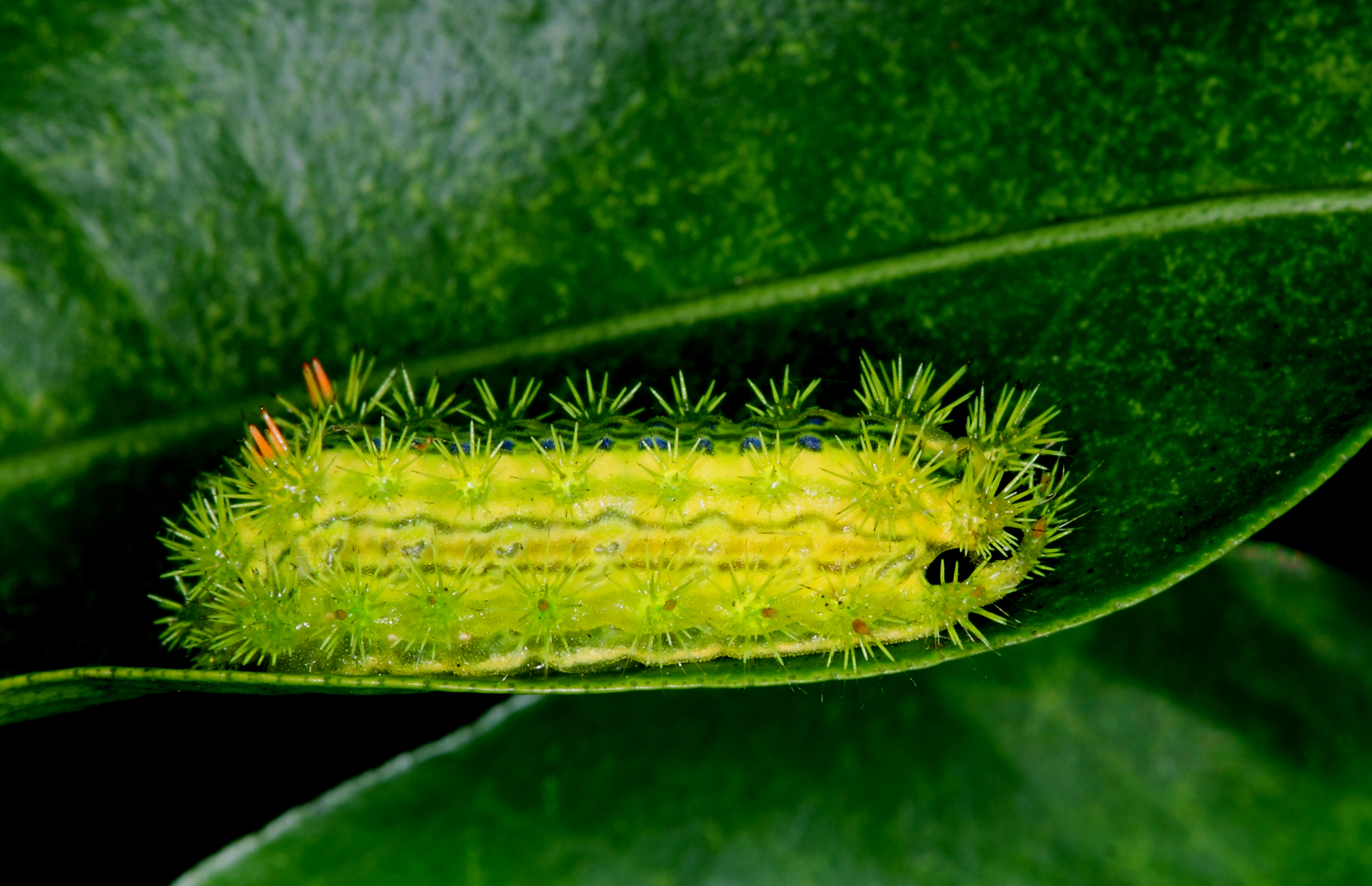
Parasa lepida
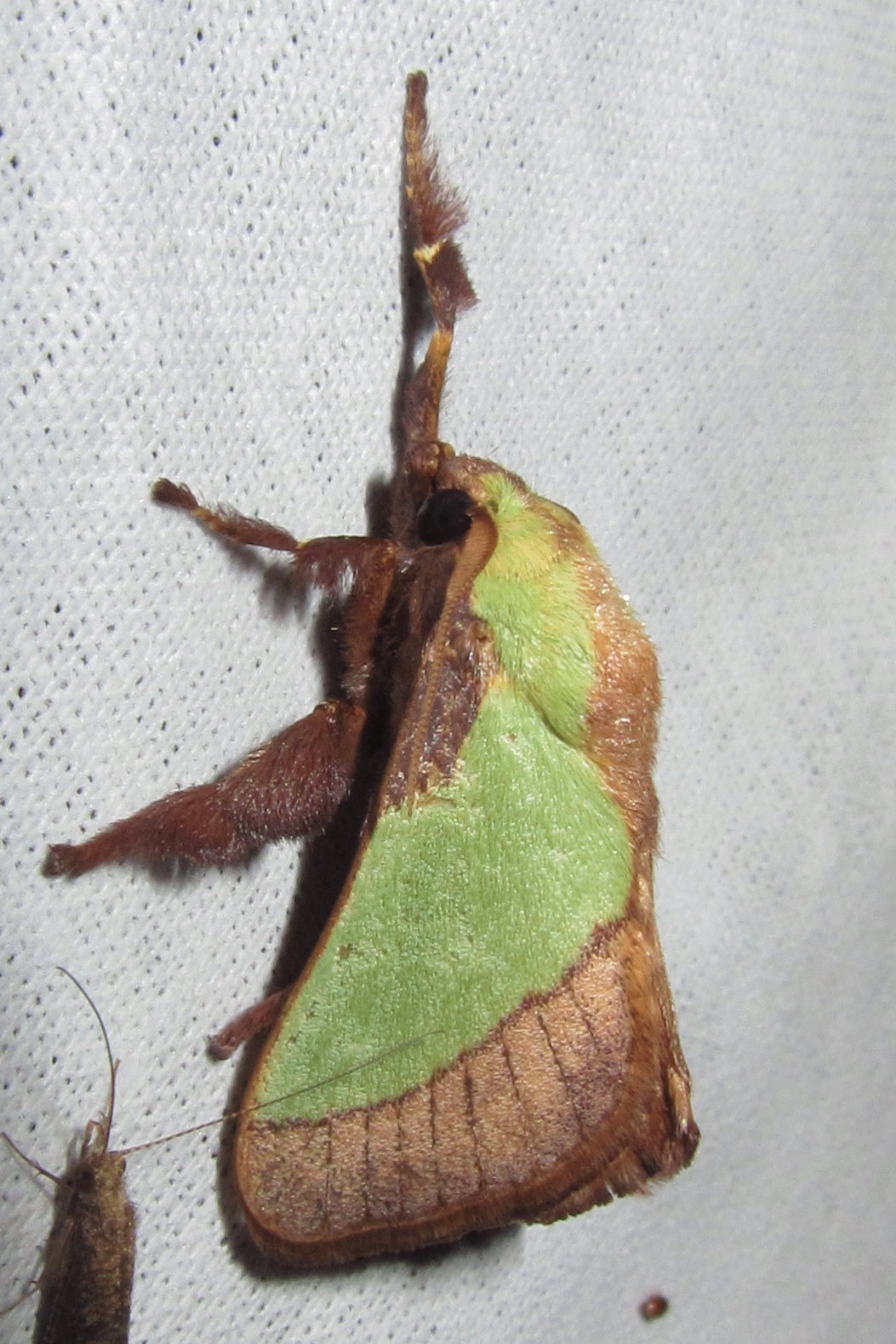
Parasa lepida
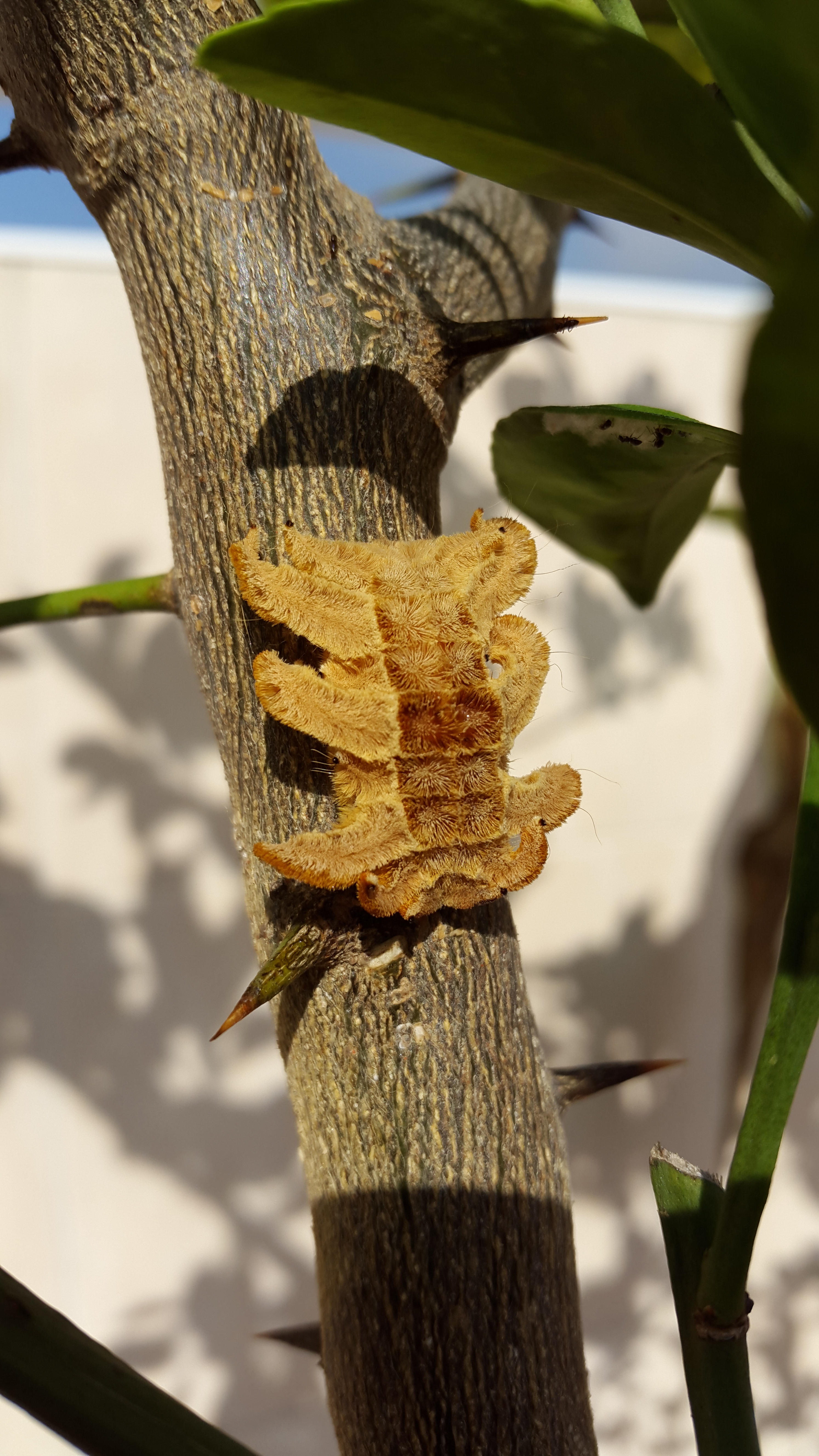
Phobetron pithecium sur une branche d'oranger
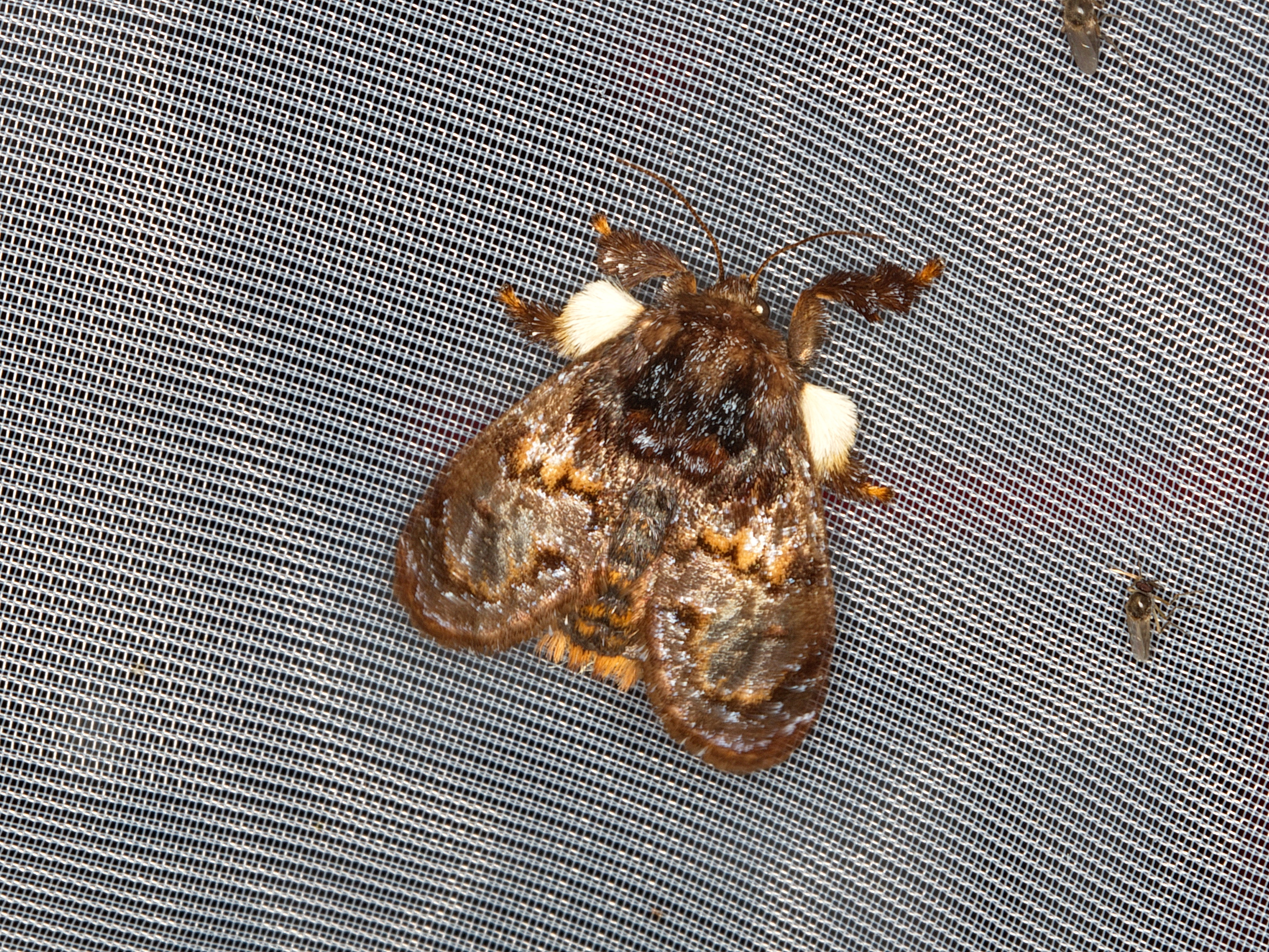
Phobetron pithecium
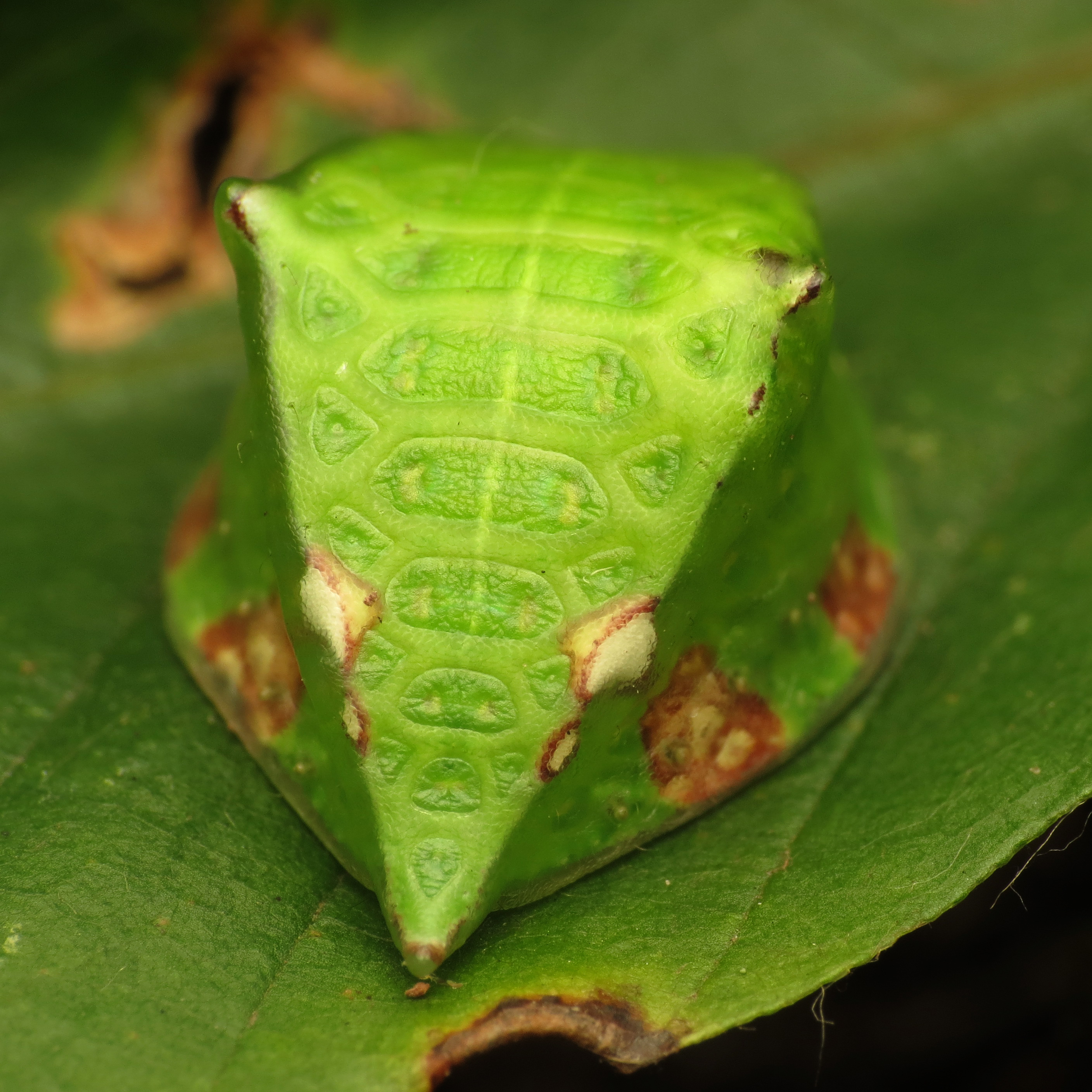
Prolimacodes badia
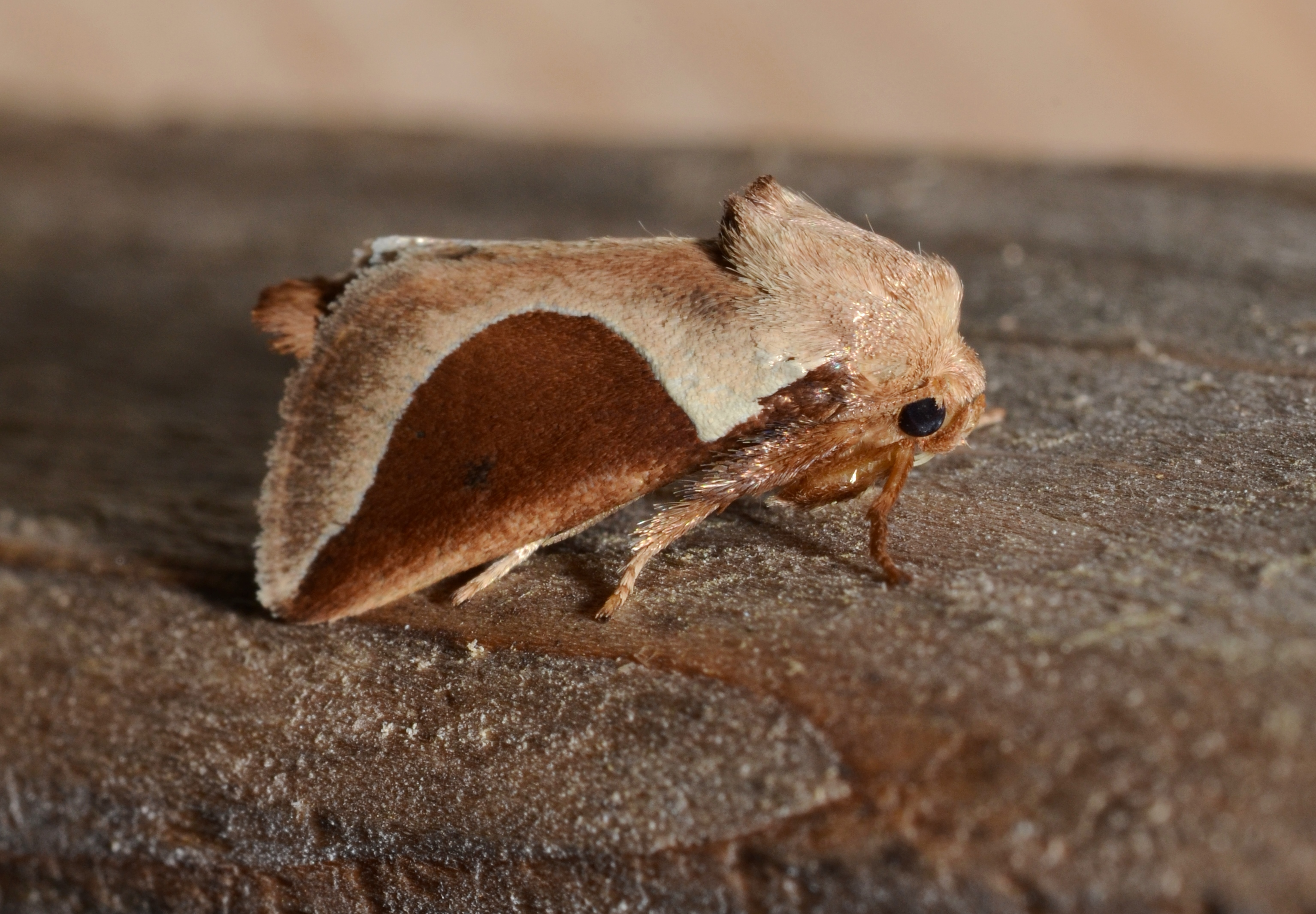
Prolimacodes badia